# Adrian Knup
Adrian Knup (* 2. Juli 1968 in Liestal) ist ein ehemaliger Schweizer Fussballspieler und heutiger Funktionär beim FC Basel.

## Sportliche Laufbahn

### Vereinskarriere
Seit seiner Kindheit spielte Knup im Nachwuchs des FC Basel. Den Sprung in die erste Mannschaft schaffte er, als er im Sommer 1986 von der U18 in das Profikader geholt wurde. 1988 wechselte er zum FC Aarau, ein Jahr später zum FC Luzern, wo ihm der Durchbruch gelang. Im Schweizer Cup schoss Knup zwei Tore zum Sieg im Final. In der Liga selbst spielte der Verein lange gegen den Abstieg in die NLB. Im entscheidenden Relegationsspiel verschoss er einen Elfmeter, und Luzern stieg ab. 1991 wurde er von der Zeitung Sport zum Schweizer Fussballer des Jahres gewählt.
1992 wechselte Knup zum VfB Stuttgart unter Trainer Christoph Daum bzw. später unter Jürgen Röber und erzielte in zwei Spielzeiten 20 Tore. 1994 unterschrieb er beim Ligakonkurrenten Karlsruher SC, der von Winfried Schäfer trainiert wurde, und erzielte dort in zwei Jahren 11 Tore. 1996 verlor er mit dem Karlsruher SC den Final des DFB-Pokals gegen Kaiserslautern mit 0:1. Zur Saison 1996/97 wechselte er für ein halbes Jahr in die Türkei zu Galatasaray Istanbul und beendete seine Karriere in der Schweiz beim FC Basel.
Knup spielte auf der Position des Mittelstürmers und zeichnete sich vor allem durch seine Kopfballstärke aus.

### Nationalmannschaft
Knup absolvierte für die Schweizer Fussballnationalmannschaft 48 Spiele und erzielte dabei 26 Tore. Dabei bleiben vor allem seine Tore an der WM-Endrunde in den USA 1994 in Erinnerung, als er beim 4:1 der Schweiz gegen Rumänien in der Vorrunde zweimal traf.

## Weiterer Werdegang
Nach der aktiven Sportlerkarriere arbeitete Knup in der Privatwirtschaft und wirkte als Co-Kommentator bei Übertragungen von Spielen der Schweizer Meisterschaft.
Am 25. Mai 2007 wurde Knup vom Schweizerischen Fussballverband zum neuen Teammanager der Schweizer Fussballnationalmannschaft ernannt. Nach der Fussball-Europameisterschaft 2008 lief sein Mandat aus und wurde nicht verlängert. Seit 2009 ist Knup im Verwaltungsrat des FC Basel zuständig für den Spielbetrieb und Mitglied der Technischen Kommission.
Knup ist Begründer und Inhaber der Firma «Adrian Knup Consulting», die Dienstleistungen im Sport- und Eventbereich erbringt.

### Privates
Knup ist Vater eines Sohnes aus erster Ehe und zweier Mädchen aus seiner jetzigen Ehe.